# 토로스산맥

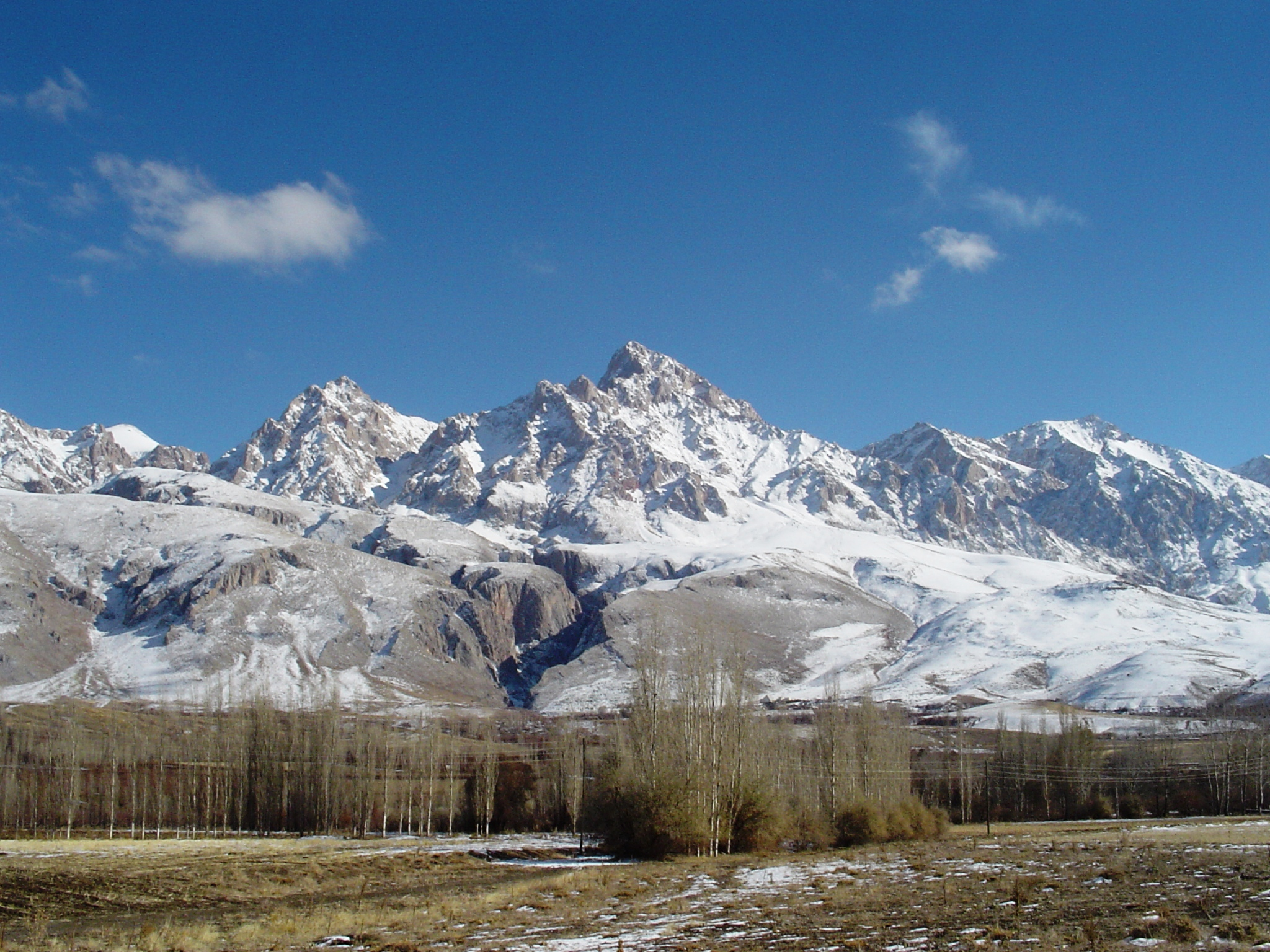

토로스산맥(튀르키예어: Toros Dağları, 고대 그리스어: Όρη Ταύρου)은 튀르키예 남부의 산맥이다. 지중해 연안과 아나톨리아 고원을 나눈다. 서쪽의 에이르디르호에서 동쪽의 티그리스강과 유프라테스강 상류까지 뻗어 있다. 유라시아의 알프스-히말라야 조산대의 일부이다. 미디어상에서 소개된 곳은 EBS 1TV의 《세계테마기행》과 KBS 1TV의 《트레킹노트 세상을 걷다》 등이 있다.

## 같이 보기
- 노아의 방주
- 아르메니아고원
- 자그로스산맥